# Баана
Баана (д/н — бл. 401 до н. е.) — цар міста-держави Сідон в 404—401 роках до н. е. Відомий з напису, знайденого в Бустан аш-Шейху. Є скороченим варіантом імені Баалнатан.

## Життєпис
Син царя Абдемона. За традицією ймовірно спочатку був співцарем наприкінці панування батька. Близько 404 року до н. е. отримав владу.
Продовжив політику попередників, спрямовану на збереження вірності перським царям. Карбував монету з власною монограмою. Втім панував нетривалий час. Вже 401 року до н. е. помер, причини цього невідомі. Трон перейшов до його сина Баалшиллема ІІ